# Родственники (фильм, 1989)
«Родственники» — кинофильм, ремейк французской комедии «Кузен и кузина».

## Аннотация
Ларри и Мария, встретившись на свадьбе общих знакомых, куда они пришли со своими «половинками», решают притвориться любовниками, чтобы проучить своих распутных супругов. Но сами того не замечая, заговорщики влюбляются.

## В ролях
| Актёр               | Роль               |
| ------------------- | ------------------ |
| Тед Дэнсон          | Ларри Козински     |
| Изабелла Росселлини | Мария Харди        |
| Шон Янг             | Тиш Козински       |
| Уильям Петерсен     | Том Харди          |
| Ллойд Бриджес       | Винсент Козински   |
| Норма Алеандро      | Эди Харди Козински |
| Кит Куган           | Митч Козински      |
| Джина Дэангелес     | Тётя София         |
| Джордж Ко           | Фил Козински       |
| Кэтрин Изабель      | Хлоя Харди         |